# Ateuchus
Ateuchus – rodzaj chrząszczy z rodziny poświętnikowatych i plemienia Ateuchini.
Rodzaj obejmuje owalno-jajowate, silnie wypukłe chrząszcze małych do średnich rozmiarów. Czułki ich są dziewięcioczłonowe, nadustek słabo do wyraźnie dwuzębnego, a na ciemieniu i czole brak jest rogów. Brak widocznej z zewnątrz tarczki, pokrywy mają po osiem rzędów, a pygidium jest nieuzbrojone. Przednie odnóża mają poprzeczne, niestożokwate biodra oraz ścięte na wierzchołku golenie wyposażone w 3-4 zęby na zewnętrznej krawędzi, a u samców najczęściej także w rozszerzoną ostrogę.
Rodzaj ten obejmuje gatunki zamieszkujące Nowy Świat.
Należą tu 92 opisane gatunki:

- Ateuchus aeneomicans
- Ateuchus alipioi
- Ateuchus alutacius
- Ateuchus ambiguus
- Ateuchus apicatus
- Ateuchus asperatus
- Ateuchus balthasari
- Ateuchus bordoni
- Ateuchus breve
- Ateuchus calcaratus
- Ateuchus candezei
- Ateuchus carbonarius
- Ateuchus carcavalloi
- Ateuchus carolinae
- Ateuchus cernyi
- Ateuchus chrysopyga
- Ateuchus columbianus
- Ateuchus confusus
- Ateuchus connexus
- Ateuchus contractus
- Ateuchus earthorus
- Ateuchus ecuadorensis
- Ateuchus euchalceus
- Ateuchus femoratus
- Ateuchus fetteri
- Ateuchus floridensis
- Ateuchus freudei
- Ateuchus fuscipes
- Ateuchus fuscorubrus
- Ateuchus gershensoni
- Ateuchus ginae
- Ateuchus globulus
- Ateuchus granigerus
- Ateuchus guatemalensis
- Ateuchus halffteri
- Ateuchus hamatus
- Ateuchus hendrichsi
- Ateuchus histeroides
- Ateuchus histrio
- Ateuchus hoplopygus
- Ateuchus howdeni
- Ateuchus hypocrita
- Ateuchus illaesum
- Ateuchus irinus
- Ateuchus klugi
- Ateuchus laetitiae
- Ateuchus laevicolle
- Ateuchus laterale
- Ateuchus latus
- Ateuchus lecontei
- Ateuchus loricatus
- Ateuchus luciae
- Ateuchus murrayi
- Ateuchus mutilatus
- Ateuchus myrmecophilus
- Ateuchus nitidulus
- Ateuchus oblongus
- Ateuchus opacipennis
- Ateuchus ovale
- Ateuchus parvus
- Ateuchus pauki
- Ateuchus pauperatus
- Ateuchus perezvelai
- Ateuchus perpusillus
- Ateuchus persplendens
- Ateuchus peruanus
- Ateuchus procerus
- Ateuchus pruneus
- Ateuchus puncticolle
- Ateuchus pygidiale
- Ateuchus rispolii
- Ateuchus robustus
- Ateuchus rodriguezi
- Ateuchus romani
- Ateuchus scatimoides
- Ateuchus semicribratus
- Ateuchus setulosus
- Ateuchus simplex
- Ateuchus solisi
- Ateuchus squalidus
- Ateuchus steinbachi
- Ateuchus striatulus
- Ateuchus subquadratus
- Ateuchus substriatus
- Ateuchus tenebrosus
- Ateuchus texanus
- Ateuchus tridenticeps
- Ateuchus viduus
- Ateuchus vigilans
- Ateuchus viridimicans
- Ateuchus vividum
- Ateuchus zoebischi